# Pjotr Ivanovics Kologyin
Pjotr Ivanovics Kologyin, oroszul: Пётр Иванович Колодин (Novovasziljevka, 1930. szeptember 23. – 2021. február 4.) szovjet űrhajós.

## Életpálya
A katonai Akadémián 1959-ben rádiómérnöki diplomát szerzett. 1963-ig rádiómérnökként dolgozott a katonaságnál.

### Érdekesség
1963. január 8-tól részesült űrhajóskiképzésben. 1983. április 20-án úgy köszönt el az űrhajósoktól, hogy a húszéves felkészítés, készenlét során soha nem repült a világűrbe. Felkészítéseken kívül az űrhajók irányítóközpontjában dolgozott. 1989-ben visszavonult.

## Űrrepülések tartaléka
A Szojuz A-3, a Voszhod–6 és a Szojuz–12 űrrepüléseket törölték a programból, ahol biztonsági tartalék, vagy a mentőegység tagja volt.
Voszhod–2 mentő űrhajó pilótája, a Voszhod-program második (egyben utolsó) emberes űrrepülése volt.
Szojuz–5 mentő űrhajó mérnöke, a világűrön keresztül történt átszállás a Szojuz–4-be.
Szojuz–7 tartalék mérnök. A Szojuz–7 együtt repült az aktív Szojuz–6 és a passzív Szojuz–8 űrhajóval.
Szojuz–11 a mentő űrhajó tartalék mérnöke. A Szaljut–1 űrállomás első legénységének mentő űrpilótája.

## Külső hivatkozások
- Petr Ivanovics Kolodin. astronautix.com. (Hozzáférés: 2011. november 16.)
- Petr Ivanovics Kolodin. spacefacts.de. (Hozzáférés: 2011. november 16.)
- Petr Ivanovics Kolodin. lib.cas.cz. [2013. október 13-i dátummal az eredetiből archiválva]. (Hozzáférés: 2013. február 24.)
- Petr Ivanovics Kolodin. archive.org. [2009. április 7-i dátummal az eredetiből archiválva]. (Hozzáférés: 2013. február 24.)